# Hatshepsut Patera
L'Hatshepsut Patera è una struttura geologica della superficie di Venere.